# 1889 في المملكة المتحدة
فيما يلي قوائم الأحداث التي وقعت خلال عام 1889 في المملكة المتحدة.

## رياضة
- 1 يناير – بطولة ويمبلدون 1889

## ظهور
- 1 يناير – ثلاثة رجال في قارب رواية من تأليف جيروم ك.جيروم.

## مواليد

### يناير
- 1 يناير – ديك سميث
- 1 يناير – لويس وليامز لاعب كرة قدم من المملكة المتحدة.
- 15 يناير – فرانسيس هوارد بيكرتون مستكشف بريطاني.
- 17 يناير – رالف فاولر

### فبراير
- 19 فبراير – إرنست مارسدن فيزيائي بريطاني.
- 22 فبراير – أولاف بادن باول مربية من المملكة المتحدة.
- 22 فبراير – كولينجوود
- 25 فبراير – غوردون دوبسون فيزيائي بريطاني.

### مارس
- 19 فبراير – إرنست مارسدن فيزيائي بريطاني.
- 21 مارس – برنارد فريبيرغ

### أبريل
- 14 أبريل – أرنولد توينبي الحضارات والأمم مقياس للتقدم.
- 16 أبريل – تشارلي تشابلن كوميدي بريطاني وصانع أفلام.
- 18 أبريل – هوراس ألكسندر

### مايو
- 4 مايو – إسرائيل سييف

### يونيو
- 1 يونيو – تشارلز كاي أوغدن

### أغسطس
- 11 أغسطس – رونالد فيربيرن

### نوفمبر
- 1 نوفمبر – فيليب نويل بيكر
- 28 نوفمبر – توماس داوسن
- 30 نوفمبر – إدغار أدريان

### ديسمبر
- 18 ديسمبر – إلسي باورمان

## وفيات

### أبريل
- 5 أبريل – وليام هان (مواليد 1837) مستكشف بريطاني.

### يونيو
- 8 يونيو – جيرارد مانلي هوبكنز (مواليد 1844) شاعر إنجليزي.
- 16 يونيو – بيتر أجرتون واربيرتون (مواليد 1813) مستكشف أسترالي.

### سبتمبر
- 23 سبتمبر – ويلكي كولينز (مواليد 1824) كاتب بريطاني.

### أكتوبر
- 11 أكتوبر – جيمس بريسكوت جول (مواليد 1818) فيزيائي من المملكة المتحدة.

### ديسمبر
- 12 ديسمبر – روبرت براونينغ (مواليد 1812)
- 27 ديسمبر – ستيفن جوزيف بيري (مواليد 1833)